# Pachygone ledermannii
Pachygone ledermannii är en tvåhjärtbladig växtart som beskrevs av Friedrich Ludwig Diels. Pachygone ledermannii ingår i släktet Pachygone och familjen Menispermaceae. Inga underarter finns listade i Catalogue of Life.